# Eliseo Payán
José Eliseo Payán Hurtado, född 1 augusti 1825 i Cali, Valle del Cauca, Storcolombia, dödd 30 juni 1895 i Buga, Valle del Cauca, Colombia var en colombiansk advokat, politiker och militär. Payán som Colombias 1:e vicepresident övertog det interimistiska presidentskapet i Colombia på grund av president Rafael Núñez frånvaro 1887.